# Ранжерс (футбольний клуб)
«Ранжерс» (кат. Fútbol Club Rànger's) — андоррський футбольний клуб із міста Андорра-ла-Велья, заснований 1981 року.

## Досягнення
- Прімера Дівізіо
  -  Чемпіон (2): 2005/06, 2006/07
  -  Срібний призер (1): 2004/05

- Копа Констітусіо
  -  Фіналіст (1): 2006

- Суперкубок Андорри
  -  Володар (1): 2006
  -  Фіналіст (1): 2007

- Сегона Дівісіо
  -  Чемпіон (1): 2000/01
  -  Срібний призер (1): 2010/11

## Відомі гравці
- Хосе Даніель Альварес
- Тшема Гарсія
- Себастьян Гомес
- Віктор Морейра
- Ґабі Рієра
- Хусто Руїс
- Алекс Сомоза

## Відомі тренери
- Вісенте Маркес (2005—2006)
- Хесус Лусендо (2006—?)
- Жооакім Зурдо